# Vészi József
Vészi József (szül. Weiss József Arad, 1858. november 6. – Budapest, 1940. január 23.) magyar író, újságíró, szerkesztő, országgyűlési képviselő.

## Életpályája
Aradon végezte gimnáziumi tanulmányait; Budapesten az egyetem bölcsészeti fakultásán filozófiai, irodalmi és nyelvészeti tanulmányokat folytatott. Első irodalmi kísérletei lírai versek, amelyek előkelő szépirodalmi lapjainkban, majd két kötetben (A bánat dalaiból (1879) és La Traviata, dalok egy tévedt nőhöz (1881)) jelentek meg. 1877 után folyamatosan újságírással foglalkozott. 15 éven át a hazai német nyelvű sajtónak volt munkása; ez idő java részét a Pester Lloydnál töltötte, amelynek vezércikk- és tárcaírója volt. Az egyházpolitikai küzdelmek idején a heves publicisztikai harcokból vezető rész jutott ki neki. 1894 elején a Pesti Napló élére került. Főszerkesztői állásától 1896 őszén megvált - 16 munkatársával együtt-, hogy  megalapítsa a Budapesti Naplót, amelynek főszerkesztője lett. 1899-1905 között országgyűlési képviselő, 1905-ben a miniszterelnökségi sajtóiroda főnökének és miniszteri tanácsosnak nevezték ki. 1906-ban Berlinben szerkesztette a Jung ungarn című folyóiratot. 1911-től a Budapester Presse-t alapította és szerkesztette. Vészi udvari tanácsos és egyidőben elnöke volt a Budapesti Újságírók Egyesületének. 1930-ban Corvin-koszorúval tüntették ki.

## Családja
Szülei Weisz Gyula és Guttmann Anna. Neje Keményfi Franciska ("Ferike") volt, aki 1945. május 21-én 79 évesen hunyt el Budapesten. Hat gyermeke közül volt a legidősebb  Vészi Margit, akinek a lánya, Sárközi Márta, az ő unokája, tőle született dédunokái Horváth (Lukin) Eszter, Horváth Ádám, Sárközi Mátyás, ükunokája Lukin Márta. Második lánya volt Vészi Jolán, Bíró Lajos író felesége. További gyermekei: Vészi Lenke (Márkus Andorné, Anna Mark párizsi festőművész anyja), Vészi Gábor (Londonban élt fizikus, feltaláló), Vészi Gyula (orvos, egyetemi tanár) és Vészi Edit (Balkányi Kálmánné).

## Művei
- A bánat dalaiból (versek, Budapest, 1879)
- La Traviata. Dalok egy eltévedt nőhöz. (Budapest, 1881)
- Mese a boldog munkásról (Budapest, 1900)
- Hiénák Jókai sírján (röpirat, Budapest, 1904)
- Bánk bán (Németül) (Budapest, 1911)